# 俚族
俚族（りぞく）は中国史に登場した民族。海南省に居住する黎族がその後裔と考えられ、また壮族との密接な関係も指摘されている。もともと狸族と表記されていたが、改正西南少数民族命名表で俚族と改正された。
俚族は後漢から唐初にかけて広東及び広西での活動が記録されており、先秦時代の南越族中の西甌、駱越から派生したものと考えられている。隋唐代には洗氏が大きな勢力を有したが、洗氏自身が漢化、また俚族の活動地域が中原王朝の管轄下に置かれていたため、特に洗氏が勢力を失うと俚族の漢化は一層加速され、唐末には消滅している。